# Revolta dels turbants vermells
La Revolta dels turbants vermells va ser un aixecament auspiciat per la Societat del Lotus Blanc que entre 1351 i 1368 van desestabilitzar la dinastia Yuan a la Xina arribant a provocar la seva caiguda.
Un líder dels turbants vermell, Han Shantong, i el seu assessor, Liu Futong, es van reclutar amb èxit entre els treballadors descontents, donant lloc a una activitat rebel explosiva. Han Shantong va ser capturat i executat, però la seva dona i el seu fill, Han Lin'er, van escapar amb Liu. Liu va establir una capital a Yingzhou i va proclamar l'establiment d'un govern dels turbants vermells. El 1354, quan Toghtogha va dirigir un gran exèrcit per aixafar els rebels dels turbants vermells, Toghon Temür el va destituir sobtadament per por de ser traït. Això va provocar la restauració del poder de Toghon Temür d'una banda i un ràpid debilitament del govern central de l'altra. Han Lin'er va ser proclamat emperador d'una dinastia Song restaurada a Bozhou el 16 de març de 1355 i l'11 de juny de 1358, Liu Futong va capturar Kaifeng, que havia estat la capital de la dinastia Song, però només va controlar-la fins que una contraofensiva de Chaghan Temur els obligués a retirar-se el 10 de setembre de 1359. La cort de Han Lin'er va fugir a Anfeng on van romandre fins que Zhang Shicheng va enviar un exèrcit contra ells el 1363.
Toghon Temür no va tenir més remei que confiar en el poder militar dels senyors de la guerra locals, i a poc a poc va perdre el seu interès per la política i va deixar d'intervenir en les lluites polítiques. Zhu Yuanzhang, antic duc i comandant de l'exèrcit dels Song del turbant vermell va assumir el poder com a emperador després de la mort de l'emperador Han Lin'er en 1368, i Toghon Temür va fugir des de Khanbaliq a Xanadú després de l'aproximació de les forces Ming, establint la Dinastia Yuan del Nord. Toghon Temür va intentar recuperar Khanbaliq, però finalment va fracassar i en 1370 va morir a Yingchang, capturada pels Ming poc després de la seva mort.